# Digital Love
Digital Love (Originaltitel: Emmanuelle au 7ème ciel, Alternativtitel: Emmanuelle 7) ist ein französisches Erotik-Filmdrama von Francis Leroi aus dem Jahr 1993. Der Film ist der siebte und letzte Teil der französischen Emmanuelle-Filmreihe über die gleichnamige fiktive Person, welche von Emmanuelle Arsan erschaffen wurde.

## Handlung
Emmanuelle betreibt in einem Schloss eine geheime Einrichtung, in der mittels neuster Computertechnologie eine virtuelle Realität erschaffen werden kann, die es Kunden erlaubt ihre geheimsten sexuellen Wünsche auszuleben.
Ihrer Freundin Sophie, welche in der Vergangenheit vom betrunkenen Carlos in einem Kühlhaus vergewaltigt und entjungfert worden war und die infolgedessen keine sexuellen Erfahrungen mehr erlebt hat, will sie helfen das dramatische Erlebnis zu überwinden. Dafür soll ein neues Verfahren ausprobiert werden, dass die Erinnerungen der Teilnehmer nachhaltig manipuliert. Es wird also ein anderes Ereignis aus der Vergangenheit, das die beiden Freundinnen gemeinsam mit Frantz erfahren hatten, virtuell nacherlebt, nur mit dem Unterschied, dass diesmal Sophie mit dem Jungen schläft und nicht Emmanuelle, was Sophie wieder Freude an der Liebe findet lässt.
Ebenfalls in der virtuellen Realität wird Sophie die Chance gegeben sich an Carlos zu rächen, sowie sich mit dem wahren Frantz einzulassen, der sich auch ab und zu dort aufhält. Sophie und Frantz wissen vorerst nicht, dass sie es jeweils mit einer anderen echten Person zu tun haben und begeistern sich füreinander. Als ihnen später klargemacht wird, dass ihre Partner real existieren, bringt Emmanuelle die beiden frisch Verliebten auf ihr Drängen hin in der wahren Welt zusammen.

## Veröffentlichung
- Digital Love entstand ab 1992 und erlebte seine französische Premiere am 20. Oktober 1993.[1] In der Bundesrepublik Deutschland wurde der Film schon am 14. Oktober 1993 auf Video veröffentlicht und lief am 28. Oktober 1994 erstmals im Bezahlfernsehen auf Premiere.[2]

## Kritik
Für das Lexikon des internationalen Films war Digital Love ein Film mit „dümmlich-modernistische[r] Handlung“, „anti-erotischen Kopulationen“ und einem „pseudo-philosophischen Anstrich“. Der Film sei „Eine gescheiterte Spekulation.“